# 마술열차 살인사건
마술열차 살인사건은 소년탐정 김전일 에피소드이다. 애장판 15권. 지옥의 광대 다카토 요이치와 탐정 김전일의 대결이 처음 시작된 이야기이다.

## 줄거리
'지옥의 광대'라 자처하는 인물로 협박문을 받은 김전일 일행은 홋카이도의 '시코츠가하라'(死骨原)로 향하는 특급열차를 탄다. 하지만 같이 열차에 타고 있던 '환상마술단'의 단장이 토막살인으로 살해당했는데, 놀랍게도 시체는 사라지고 '시코츠가하라'의 스테이션에서 그의 시체가 처참한 모습으로 발견되었다. '환상마술단'의 멤버들도 서서히 살해당하는데…

## 등장인물
- 김전일
- 미유키
- 켄모치 이사무경부
- 아케치 경시
- 사키

### 김전일과 친구들
- 김전일
- 겐모치 이사무 경부
- 아케치 경시
- 미유키
- 사키

### 환상마술단
- 젠틀 야마가미(한:젠틀맨): 환상마술단의 단장. 환상마술단의 단장이자 화염 마술의 전문가. 본명은 야마가미 후미오. 범인에 의하여 토막살인된채 열차에서 시체로 발견되나 감쪽같이 사라졌다. 이후 호텔에서 비틀어진 마리오네트 형상으로 다시 발견된다.
- 머메이드 유미(한:프린세스 에리): 수중 마술의 전문가이며 젠틀 야마가미의 아내. 범인에 의하여 교살당함.
- 피에로 사콘지 (한:피에로 사고치): 환상마술단의 일원. 카드 마술의 전문가. 여유가 있다 못해 능글맞기까지 한 태도의 소유자. 과거 공연장 천장의 나무계단을 위험하게 조작하여 천재 마술사 치카미야 레이코를 추락사시키고, 마술노트를 가로챈 일을 주동함. 음모가 성공하자 사곤지를 비롯한 제자들은 스승의 노트에 적힌 마술트릭을 자신들이 나눠가짐과 동시에 환상마술단을 만들어 마술사로 행세한다. 사건 막바지에 김전일에 의하여 스승인 '치카미야 레이코'를 사망에 이르게한 정황이 포착되지만, 증거가 부족하여 체포되진 못한다. 그러나 제자들이 자신의 마술노트를 노린다는 사실을 간파한 레이코가 일부러 마술노트에 실내온도의 영향으로 화재사고가 일어날 수 있는 위험한 트릭을 적어 놓았고, 결국 사곤지는 이점을 모른채 불과 관련된 마술을 선보이다 불에 타죽는다.
- 노블 유라마: 환상마술단의 일원. 스탠드업 마술의 전문가로 특기는 꼭뚜각시 마술. 자신을 자칭 '차기 단장'이라 부르며, 야마가미가 죽어버리자 독단으로 자신을 단장이라 칭한다. 작중 중반부에 범인에게 당하여 마술을 선보이던중 살해당한채 발견된다. 사인은 칼에 의한 것으로 드러났다.
- 체널러 사쿠라바: 환상마술단의 일원. 심령 마술의 전문가. 다른 제자들과는 다르게 스승인 레이코를 살해하는데 가담하지 않아(다른 제자들이 스승을 일부러 죽인건 알고 있었다) 범인의 타겟에서 제외되어 목숨을 건진다.
- 사토미(한:타미): 환상마술단 단원으로 가장 막내. 꼭뚜각시 마술에 일가견이 있다. 다카토 요이치의 살인으로 마술단이 사실상 해체되자, 무명의 마술단에 들어가 수행에 들어간다.
- 타카토 요이치(한:도 일): 환상마술단의 매니저. 얼빵한 구석이 있다. 하지만 이러한 행동은 모두 연극으로 이번 사건의 진범. 사실 환상 마술단 창림맴버 4인방의 스승인 치카미야 레이코의 친아들. 어머니의 정체는 모른채 어린시절 엄격한 부친과 함께 영국에서 살아오며 자랐다. (어머니와 아버지와 관계가 나쁜탓에 철이 들 때까지 어머니가 누구인지 모르며 자라왔다) 그리고 어느 날 아버지와 함께 치카미야 레이코라는 일본인 여자 마술사의 공연을 보러 갔다가 그녀와 우연히 인연을 맺게 되고 그녀가 자신의 어머니임을 어렴풋이 깨닫게 된다. 그리고 그가 17살이 될 무렵에 아버지가 세상을 떠나고, 아버지의 유품을 정리하던 그는 아버지의 일기장을 발견 - 적힌 내용을 토대로 치카미야 레이코가 친어머니란 사실을 확살하게 알게 된다. 그 사실을 알았음에도 불구하고 요이치는 레이코를 만나는 것을 미루었는데 그 이유는 그가 예전에 마술공부를 하던중 우연하게 레이코와 처음 만났을 때 했었던 약속 때문. (요이치가 성장하면 레이코가 비장의 마술 1개를 알려준다는 약속) 레이코와 재회하는 것은 자신이 한 사람의 훌륭한 마술사가 된 후에도 충분하다고 여긴 그는 이후로도 쭉 마술공부에 전념했다. 그로부터 몇년 후 어머니인 레이코가 사고로 죽어버리자 그는 큰 충격을 받는다. 몇 개월 후에 레이코의 제자들이 만든 마술 극단인 '환상마술단'의 마술쇼를 관람하게 된 그는 어머니와 자신만이 알고 있는 마술 트릭(레이코는 살해되기전 아들인 요이치에게 자신의 마술노트 원본을 우편으로 보냈었다.)을 환상마술단의 일원들이 알고 있다는 것에 대해 의문을 품고, 그들의 행적을 조사하기 위해 마술단에 매니저로 입단한 뒤 그들이 어머니를 죽였다고 이야기 하는 것을 몰래 듣게 된다. 그리고 요이치는 복수를 결심하고 그들을 제거할 계획을 세운것. 요이치는 순순히 경찰에 체포되어 감옥에 가지만, 어머니인 레이코가 남긴 함정마술에 유알하게 살아남은 악덕제자인 피에로 사콘지가 당한것을 확인하곤 탈옥한다.

#### 기타 등장인물
- 치카미야 레이코: 작중에선 이미 고인으로 언급되는 인물. 향년 45세. 서계적인 명성을 얻은 천재적인 마술사로 젠틀 아마가미, 머메이드 유미, 피에로 사콘지, 노블 유라마의 스승. 아케치 경시와는 구면의 사이로 가끔 만날정도의 친구사이였다고 한다. 5년 전 마술 연습 중 의문의 사고로 죽었는데 사실 제자들에 의하여 살해된거나 마찬가지. 그러나 제자들이 자신의 마술노트를 노린다는 사실을 간파한 레이코가 일부러 마술노트에 실내온도의 영향으로 화재사고가 일어날 수 있는 위험한 트릭을 적어 놓았고, 결국 제자들중 유일하게 살아남은 피에로 사콘지가 이마술을 마술을 선보이다 불에 타죽도록 만들었다.
- 트네 마리오: 전일 일행이 호텔에 투숙하기 전 호텔에 온 마스크를 쓴 정체불명의 인물. 얼굴에 흰색 고무 마스크를 착용하여 수상한 분위기를 풍겼다. 사실은 진범인 타카토 요이치가 살인사건의 트릭을 위하여호텔에 미리 방문할 목적으로 변장한 모습. 트네 마리오란 이름은 꼭뚜각시 인형을 가리키는 단어인 '마리오네트'의 아나그램이다.

## 애니메이션, 드라마화
애니메이션으로 제작되어 투니버스에서 소개되었고, 마츠모토 준 주연의 드라마로도 제작되었다.